# Dorothea Bate
Dorothea Minola Alice Bate, nota anche con lo pseudonimo di Dorothy Bate (Carmarthen, 8 novembre 1878 – Westcliff-on-Sea, 13 gennaio 1951), è stata una paleontologa gallese. Pioniera dell'archeozoologia. Il lavoro della sua vita è stato quello di trovare fossili di mammiferi estinti di recente al fine di capire come e perché si sono evolute le forme giganti e nane.

## Primi anni e vita familiare
Nata a Napier House, Carmarthen, Carmarthenshire, Bate fu la figlia del sovrintendente di polizia Henry Reginald Bate (nato a Co. Wexford, Irlanda) e di sua moglie Elizabeth Fraser Whitehill. Aveva una sorella maggiore e un fratello minore. Ebbe poca educazione e una volta commentò che la sua educazione "è stata interrotta solo brevemente dalla scuola". Quando aveva 34 anni suo fratello si ruppe una gamba e lei trascorse circa 18 mesi a prendersi cura dei suoi genitori. In seguito fu diseredata dai suoi genitori per fornire una dote a suo fratello per sposare una donna facoltosa.

## Carriera
Nel 1898, all'età di diciannove anni, Bate ottenne un lavoro al Natural History Museum di Londra, classificando le pelli degli uccelli nella Bird Room del Dipartimento di Zoologia e in seguito preparando dei fossili. Probabilmente fu la prima donna a essere impiegata come scienziata presso il museo. Lì rimase per cinquant'anni e studiò ornitologia, paleontologia, geologia e anatomia. Fu una lavoratrice a cottimo, perciò pagata per il numero di fossili che preparava.
Nel 1901 Bate pubblicò il suo primo articolo scientifico, "Un breve resoconto di una caverna ossea nel calcare carbonifero della Wye Valley", apparso sul Geological Magazine, riguardante le ossa di piccoli mammiferi del Pleistocene.
Nello stesso anno visitò Cipro, rimanendo per 18 mesi a proprie spese, alla ricerca di ossa, trovando dodici nuovi depositi in grotte ossifere tra cui ossa della specie Hippopotamus minor Nel 1902, con il beneficio di una borsa di studio della Royal Society conquistata a fatica,  scoprì in una grotta nelle colline di Kyrenia una nuova specie di elefante nano, che chiamò Elephas cypriotes, successivamente descritta in un documento per la Royal Society. Mentre si trovava a Cipro, osservò anche - e intrappolò, sparò e scuoiò mammiferi e uccelli viventi e preparò una serie di altri documenti, comprese le descrizioni del topo spinoso di Cipro (Acomys nesiotes) e una sottospecie dello scricciolo eurasiatico (Troglodytes troglodytes ciprioti).
In seguito intraprese spedizioni in molte altre isole del Mediterraneo, tra cui Creta, Corsica, Sardegna, Malta e le Isole Baleari, pubblicando lavori sulla loro fauna preistorica. Nelle Baleari nel 1909 scoprì Myotragus balearicus, una specie precedentemente sconosciuta della sottofamiglia Caprinae. Sull'altopiano di Kat, nella parte orientale di Creta, trovò resti dell'ippopotamo nano cretese. A Creta conobbe gli archeologi che allora stavano scavando Cnosso e altri siti dell'isola, ossia coloro i quali stavano dando luce alla civiltà minoica, tra cui Arthur Evans.
Trovandosi molestata sessualmente dal viceconsole britannico a Maiorca, la Bate commentò: "Odio i vecchi che cercano di fare l'amore con uno e non dovrebbero farlo per le loro posizioni ufficiali".
Secondo il The Daily Telegraph
Alla fine degli anni '20 la Bate si recò nella Palestina governata dagli inglesi. Aveva quasi 40 anni ed era molto rispettata. Fu invitata da Dorothy Garrod, che in seguito divenne la prima professoressa donna dell'Università di Cambridge, e che fu incaricata di uno scavo ad Haifa dal governatore militare britannico. A Betlemme Bate ed Elinor Wight Gardner scoprirono una specie di elefante estinta, un cavallo primitivo e una tartaruga gigante preistorica. Scoprirono anche prove che gli animali erano stati cacciati dai primi abitanti umani di Betlemme. Negli anni '30 Bate studiò le ossa di animali che Garrod aveva scavato nelle grotte del Monte Carmelo, le quali contenevano una successione di livelli del Pleistocene superiore. Invece di dedurre solo le condizioni climatiche dalla presenza o assenza di animali amanti del freddo o del caldo, fu una delle prime pioniere dell'approccio per prelevare grandi campioni di fauna da una successione di strati archeologici. Questi fornirono una serie di trame. Bate lavorò sulla base del fatto che le alterazioni nella frequenza delle specie degli animali cacciati dall'uomo primitivo riflettevano cambiamenti naturali. Questo lavoro l'ha resa una delle prime pioniere dell'archeozoologia, specialmente nel campo dell'interpretazione climatica.
Bate lavorò anche a fianco dell'archeologa professoressa Dorothy Garrod nelle Grotte di Nahal Me'arot, dove gli scavi furono iniziati nel 1928. Fu la prima a studiare le faune dell'area, il suo obiettivo di ricerca dichiarato divenne la ricostruzione della storia naturale della fauna del Pleistocene (era glaciale) della regione del Levante. Essendo consapevole dei fossili e delle numerose occupazioni umane, il suo studio delle Grotte del Carmelo fu pionieristico. Descrisse varie nuove specie e identificò diverse specie di cui in precedenza non si sapeva l'esistenza in quest'area nel Pleistocene. Costruì una delle prime valutazioni quantitative della successione faunistica e, in riferimento al clima antico, identificò una rottura faunistica tra le comunità primitive e moderne di mammiferi durante la metà dell'era glaciale. Bate identificò il passaggio dal dominio dei cervi a quello delle gazzelle come radicato nei cambiamenti della vegetazione regionale e dei paleoclimi. Fu anche la prima a identificare un Canis familiaris vissuto nell'era glaciale sulla base di un teschio che fu ritrovato. Decenni dopo furono trovati altri resti di cani natufiani. La sua ricerca pionieristica fu pubblicata nel 1937 quando Bate e Garrod pubblicarono The Stone Age of Mount Carmel volume 1, parte 2: Paleontology, the Fossil Fauna of the Wady el-Mughara Caves, spiegando gli scavi del Monte Carmelo. Tra gli altri reperti riportarono dei resti dell'ippopotamo.
Bate lavorò anche con Percy R. Lowe sugli struzzi fossili in Cina. Confrontò le proporzioni relative ai resti di Gazella e Dama.

## Ultimi anni, morte ed eredità
Molti archeologi e antropologi fecero affidamento sulla sua competenza nell'identificazione di ossa fossili, tra cui Louis Leakey, Charles McBurney e John Desmond Clark.
Durante la seconda guerra mondiale, Bate si trasferì dal dipartimento di geologia del Natural History Museum di Londra alla sua sede zoologica di Tring e nel 1948, pochi mesi prima del suo settantesimo compleanno, fu nominata ufficiale in carica lì. Nonostante soffrisse di un tumore, morì di infarto il 13 gennaio 1951 e come scienziata cristiana fu cremata. I suoi documenti personali furono distrutti in un incendio domestico poco dopo la sua morte. Sulla sua scrivania a Tring c'era un elenco di "documenti da scrivere". Dall'ultimo della lista scrisse Canzone del cigno.
Il suo patrimonio alla morte ammontava a £15.369.
Nel 2005 un "facsimile Dorothea Bate" è stato creato presso il Museo di storia naturale come parte di un progetto per sviluppare personaggi di gallerie importanti per pattugliare le sue esposizioni. Lei è così tra altri luminari tra cui Carl Linnaeus, Mary Anning e William Smith. Raccontano storie e aneddoti delle loro vite e scoperte.
Nella sua biografia Alla scoperta di Dorothea: la vita della pionieristica cacciatrice di fossili Dorothea Bate, Karolyn Shindler descrive Bate come "spiritosa, acerba, intelligente e coraggiosa". Shindler è anche l'autore della biografia nell'edizione 2004 del Dictionary of National Biography.

## Pubblicazioni selezionate
- Un breve resoconto di una grotta ossea nel calcare carbonifero della valle del Wye, Geological Magazine, nuova serie, 4 ° decennio, 8 (1901), pp. 101–6
- Nota preliminare sulla scoperta di un elefante pigmy nel Pleistocene di Cipro (1902-1903)[6]
- Ulteriore nota sui resti di Elephas cypriotes da una caverna-deposito a Cipro (1905)[16]
- Su Elephant Remains from Crete, con descrizione di Elephas creticus (1907)[17]
- Scavo di un rifugio roccioso musteriano a Devil's Tower, Gibilterra (con Dorothy Garrod, LHD Buxton e GM Smith, 1928)[18]
- Una nota sulla fauna delle grotte di Athlit (1932)[19]
- The Stone Age of Mount Carmel, volume 1, part 2: Paleontology, the Fossil Fauna of the Wady el-Mughara Caves (with Professor Dorothy Garrod, 1937)[13]

## Onorificenze
- 1940: Wollaston Fund della Geological Society;[2][20]
- 1940: Eletto membro della Geological Society;[2]
- 6 dicembre 2017: una targa blu è stata eretta sulla casa natale di Bate, dalla Carmarthen Civic Society.[21]

## Ritratto
Un ritratto ad acquerello di Bate come giovane donna, disegnato da sua sorella, si trova nel Museo di storia naturale. In esso lei indossa un abito nero rifinito con pizzo bianco e una grande rosa rosa.